# 豊島漁港 (広島県)
豊島漁港（とよしまぎょこう）は、広島県呉市豊浜町の（大崎下島・豊島・斎島・尾久比島）にある漁港。管理者は広島県。

## 概要
旧豊浜町の海域が豊島漁港と設定されている。
- 豊島港（豊島）

「豊島港」地図
- 立花港（大崎下島）

「立花港」地図
- 大浜港（大崎下島）

「大浜港」地図
- 斎島港（斎島）

「斎島港」地図

## 航路
- 斎島汽船
  - 久比（大崎下島）- 立花（大崎下島）- 豊島（豊島）- 大浜（大崎下島）- 斎島